# Мартиросян, Армен Сергеевич
Армен Сергеевич Мартиросян (арм. Արմեն Սերգեյի Մարտիրոսյան; род. 10 февраля 1961, Ереван, Армянская ССР) — армянский дипломат и государственный деятель, инженер электронной техники. Заместитель министра иностранных дел Армении (1999—2003), постоянный представитель Армении в ООН (2003—2009), посол Армении в Германии (2009—2013), посол Армении в Индии (с 2015).

## Образование
- 1978—1983 — Ереванский политехнический институт. Инженер электронной техники.
- 2004—2006 — Колумбийский университет, США. Государственное управление, магистр[1].

## Профессиональная деятельность
- 1983—1987 — работал в производственном объединении «Разданмашина».
- 1987—1990 — был первым секретарем Разданского райкома ЛКСМ Армении.
- 1990—1995 — депутат Верховного совета Армянской ССР.
- 1992—1993 — советник премьер-министра Армении.
- 1993—1994 — заместитель директора производственного объединения «Разданмашина».
- С 1994 — директор дочернего предприятия производственного объединения «Техномаркет». Вице-президент объединения малых предприятий.
- 1995—1999 — депутат парламента Армении. Член постоянной комиссии по финансово-кредитным, бюджетным и экономическим вопросам. Руководитель депутатской группы «Реформы».
- 1999—2003 — заместитель министра иностранных дел Армении.
- 2003—2009 — постоянный представитель Армении в ООН.
- 2009—2013 — посол Армении в Германии[2].
- 4 апреля 2015 года назначен послом Армении в Индии.
- 2015-2021 - посол Армении в Индии, Бангладеш, Шри Ланке, Непале.
- 2021-2022 - посол Армении в Литве
- С сентября 2022 года - преподаватель в филиале МГУ им. М.Ломоносова в г.Ереване